# Herbert Freudenberger
Herbert J. Freudenberger (* 26. November 1926 in Frankfurt am Main; † 29. November 1999 in New York City) war ein deutsch-amerikanischer klinischer Psychologe und Psychoanalytiker. Er publizierte 1974 den ersten wissenschaftlichen Artikel zum Thema Burnout-Syndrom.

## Leben
Freudenberger wuchs in einer deutsch-jüdischen Mittelstandsfamilie auf. Sein Vater war ein Viehhändler, seine Mutter war Hausfrau, aber auch Geschäftspartnerin und Buchhalterin ihres Mannes. Seine zunächst idyllische Kindheit wurde 1933 durch die Machtergreifung der Nationalsozialisten jäh beendet. Bald darauf verlor sein Vater seine Arbeit, seine Mutter wurde depressiv, sein Großvater starb und seiner Großmutter wurde durch Schläge von Nazis die Hörkraft zerstört. Nach der Reichspogromnacht, in der auch die Frankfurter Synagoge zerstört wurde, entschloss er sich zur Flucht. Mit einem falschen Pass und mit der Hilfe seines Vaters reiste er zunächst nach Zürich, dann nach Amsterdam und schließlich nach Paris. Später entkam er zu einer Stieftante nach New York. Freudenbergers geglückte Übersiedelung in die USA war durch die US-amerikanische jüdische Hilfsorganisation German Jewish Children’s Aid (GJCA) ermöglicht worden.
Freudenberger fand nur vorübergehend Aufnahme bei seiner Stieftante, da diese den Jungen wegen eines alten Familienstreits hasste. Er lebte auf der Straße und stahl Lebensmittel, besuchte aber trotzdem die Schule und lernte schnell Englisch. Er schloss die High School mit Auszeichnung ab und bekam eine Arbeit als Werkzeugmacherlehrling. Schließlich folgten seine Eltern nach. Herbert Freudenberger arbeitete aus wirtschaftlicher Notwendigkeit weiter, fing aber ein Abendstudium am Brooklyn College an, wo Abraham Maslow sein Mentor wurde. 1951 erhielt er den Grad eines Bachelor of Arts. Schon im nächsten Jahr erlangte er den Master of Arts in klinischer Psychologie an der New York University, wo er 1958 auch zum Doctor of Philosophy promoviert wurde. Parallel dazu studierte er bei der National Psychological Association for Psychoanalysis (NPAP) und arbeitete nachts in einer Fabrik. 1962 schloss er seine Lehranalyse bei Theodor Reik ab; seit 1958 führte er bereits selbst Psychoanalysen durch. Von 1970 bis 1999 war er als Lehranalytiker der NPAP tätig.
Freudenberger war akademisch tätig an der New School for Social Research (1974–1988), der New York University (1963–1973), dem Queens College und der City University of New York (1962–1965). Man konnte ihn als Park Avenue-Psychoanalytiker bezeichnen. Gleichwohl war er in den 1970er Jahren stark engagiert beim Aufbau eines kostenlosen Behandlungsprogramms für Drogenabhängige. Er war Berater des Haight-Ashbury-Entzugszentrums und von 1974 bis 1984 der Erzdiözese New York. Sein Engagement in der Freiwilligenarbeit war auch die Grundlage für die Entwicklung seines Konzepts des Burnout-Syndroms. Herbert Freudenberger verwendete als Erster im Jahr 1974 diesen Begriff. Durch die Arbeit mit Drogenabhängigen wurde Freudenberger auch einer der ersten Psychologen, die auf die spezifischen Bedürfnisse von Vietnam-Veteranen eingingen. Neben seiner Arbeit auf dem Gebiet der Suchterkrankungen leistete er auch Beiträge zum Verständnis von Angststörungen und Berufsstress. Er veröffentlichte über 100 Artikel, Buchkapitel und Monographien.

## Schriften (in deutscher Übersetzung)
- (mit Geraldine Richelson): Ausgebrannt. Die Krise der Erfolgreichen. Gefahren erkennen und vermeiden. Kindler, München 1981, ISBN 3-463-00830-0.
  - Taschenbuchausgabe als: Mit dem Erfolg leben. Was tun bei Berufskrisen und privaten Schwierigkeiten? Ratschläge (nicht nur) für Karrieregewohnte. Heyne, München 1983, ISBN 3-453-53148-5.
- (mit Gail North): Burn-out bei Frauen. Über das Gefühl des Ausgebranntseins. Aus dem Amerikanischen von Gabriele Herbst, Krüger, Frankfurt am Main 1992, ISBN 3-8105-0628-1.
  - Taschenbuchausgabe: Fischer Taschenbuch Verlag, Frankfurt am Main, 1. Auflage 1994, ISBN 3-596-12272-4. 12. Auflage 2008, ISBN 978-3-596-12272-1.